# Bilhac
Bilhac (formerly Billac) là một xã thuộc tỉnh Corrèze trong vùng Nouvelle-Aquitaine miền trung Pháp.